# Campionati italiani assoluti di atletica leggera indoor 2009
I XL Campionati italiani assoluti di atletica leggera indoor si sono tenuti all'Oval Lingotto di Torino dal 21 al 22 febbraio 2009.
Sono stati assegnati 26 titoli nazionali in altrettante discipline (13 maschili e 13 femminili). La manifestazione era valida anche per l'assegnazione degli scudetti dei campionati italiani di società: a maschile il titolo è andato all'Atletica Bergamo 1959 Creberg seguita da Atletica Riccardi e Gruppi Sportivi Fiamme Gialle, mentre al femminile la prima società classificata è stata l'Italgest Athletic Club, seguita da Fondiaria SAI Atletica e Nuova Atletica Fanfulla Lodigiana.

## Risultati

### Uomini
| Specialità                                                                              | Oro                                                                             | Prestazione | Argento                                                                                     | Prestazione | Bronzo                                                                                    | Prestazione |
| Corse                                                                                   |                                                                                 |             |                                                                                             |             |                                                                                           |             |
| 60 m                                                                                    | Simone Collio Gruppi Sportivi Fiamme Gialle                                     | 6"63        | Emanuele Di Gregorio Centro Sportivo Aeronautica Militare                                   | 6"64        | Roberto Donati Centro Sportivo Esercito                                                   | 6"70        |
| 400 m                                                                                   | Claudio Licciardello Gruppi Sportivi Fiamme Gialle                              | 46"03       | Matteo Galvan Gruppi Sportivi Fiamme Gialle                                                 | 46"26       | Jacopo Marin Centro Sportivo Carabinieri                                                  | 47"30       |
| 800 m                                                                                   | Lukas Rifesser Centro Sportivo Esercito                                         | 1'52"51     | Maurizio Bobbato Centro Sportivo Carabinieri                                                | 1'52"79     | Dario Ceccarelli Gruppo Sportivo Fiamme Oro                                               | 1'53"92     |
| 1500 m                                                                                  | Christian Obrist Centro Sportivo Carabinieri                                    | 3'41"03     | Gilio Iannone Centro Sportivo Esercito                                                      | 3'43"67     | Mario Scapini Pro Patria Milano                                                           | 3'44"84     |
| 3000 m                                                                                  | Daniele Meucci Centro Sportivo Esercito                                         | 8'03"48     | Yuri Floriani Gruppi Sportivi Fiamme Gialle                                                 | 8'03"48     | Cosimo Caliandro Gruppi Sportivi Fiamme Gialle                                            | 8'06"10     |
| 60 m hs                                                                                 | Emanuele Abate Gruppo Sportivo Fiamme Oro                                       | 7"83        | Andrea Alterio Gruppi Sportivi Fiamme Gialle                                                | 7"94        | Stefano Tedesco Gruppi Sportivi Fiamme Gialle                                             | 7"97        |
| Marcia 5000 m                                                                           | Ivano Brugnetti Gruppi Sportivi Fiamme Gialle                                   | 18'23"47    | Jean-Jacques Nkouloukidi Gruppi Sportivi Fiamme Gialle                                      | 19'27"92    | Dario Privitera Centro Sportivo Aeronautica Militare                                      | 19'56"21    |
| Staffetta 4×1 giro                                                                      | Atletica Riccardi Diego Marani Giovanni Tomasicchio Paolo Pistono Gaetano Leone | 1'27"25     | Atletica AVIS Macerata Alessandro Berdini Mario Scalpelli Carlo Nardi Filippo Michele Reina | 1'28"86     | Atletica Cento Torri Pavia Marco Marsadri Gualtiero Bertolone Andrea Gallina Diego Zuodar | 1'28"89     |
| Concorsi                                                                                |                                                                                 |             |                                                                                             |             |                                                                                           |             |
| Salto in alto                                                                           | Nicola Ciotti Centro Sportivo Carabinieri                                       | 2,27 m      | Alessandro Talotti Centro Sportivo Carabinieri                                              | 2,25 m      | Giulio Ciotti Gruppo Sportivo Fiamme Azzurre                                              | 2,25 m      |
| Salto con l'asta                                                                        | Giorgio Piantella Centro Sportivo Carabinieri                                   | 5,50 m      | Giuseppe Gibilisco Bruni Pubblicità Atletica Vomano                                         | 5,50 m      | Sergio D'Orio Gruppi Sportivi Fiamme Gialle                                               | 5,20 m      |
| Salto in lungo                                                                          | Stefano Tremigliozzi Centro Sportivo Aeronautica Militare                       | 7,86 m      | Ferdinando Iucolano Centro Sportivo Aeronautica Militare                                    | 7,52 m      | Alessio Guardini SEF Virtus Emilsider Bologna                                             | 7,49 m      |
| Salto triplo                                                                            | Fabrizio Donato Gruppi Sportivi Fiamme Gialle                                   | 17,42 m     | Daniele Greco Gruppo Sportivo Fiamme Oro                                                    | 16,83 m     | Michele Boni Centro Sportivo Aeronautica Militare                                         | 16,48 m     |
| Getto del peso                                                                          | Paolo Dal Soglio Centro Sportivo Carabinieri                                    | 19,20 m     | Marco Dodoni Gruppo Sportivo Forestale                                                      | 18,47 m     | Marco Di Maggio Centro Sportivo Aeronautica Militare                                      | 18,28 m     |
| record dei campionati; record nazionale; record personale; record personale stagionale. |                                                                                 |             |                                                                                             |             |                                                                                           |             |

### Donne
| Specialità                                                                              | Oro                                                                                            | Prestazione | Argento                                                                                  | Prestazione | Bronzo                                                                                        | Prestazione |
| Corse                                                                                   |                                                                                                |             |                                                                                          |             |                                                                                               |             |
| 60 m                                                                                    | Anita Pistone Centro Sportivo Esercito                                                         | 7"33        | Maria Aurora Salvagno Centro Sportivo Aeronautica Militare                               | 7"39        | Martina Giovanetti Gruppo Sportivo Forestale                                                  | 7"40        |
| 400 m                                                                                   | Daniela Reina Gruppo Sportivo Fiamme Azzurre                                                   | 53"19       | Maria Enrica Spacca Gruppo Sportivo Forestale                                            | 53"62       | Marta Milani Centro Sportivo Esercito                                                         | 53"64       |
| 800 m                                                                                   | Elisa Cusma Centro Sportivo Esercito                                                           | 2'04"83     | Chiara Nichetti Italgest Athletic Club                                                   | 2'06"82     | Marta Oliva Centro Sportivo Esercito                                                          | 2'06"86     |
| 1500 m                                                                                  | Elisa Cusma Centro Sportivo Esercito                                                           | 4'19"16     | Valentina Costanza Centro Sportivo Esercito                                              | 4'21"46     | Ombretta Bongiovanni Runner Team 99                                                           | 4'24"96     |
| 3000 m                                                                                  | Elena Romagnolo Centro Sportivo Esercito                                                       | 8'54"14     | Silvia Weissteiner Gruppo Sportivo Forestale                                             | 8'56"21     | Michela Zanatta Atletica ASI Veneto                                                           | 9'19"49     |
| 60 m hs                                                                                 | Micol Cattaneo Centro Sportivo Carabinieri                                                     | 8"28        | Giulia Pennella Fondiaria SAI Atletica                                                   | 8"40        | Sara Balduchelli Italgest Athletic Club                                                       | 8"42        |
| Marcia 3000 m                                                                           | Elisa Rigaudo Gruppi Sportivi Fiamme Gialle                                                    | 12'40"75    | Sibilla Di Vincenzo Assindustria Sport Padova                                            | 12'55"72    | Eleonora Anna Giorgi Atletica Lecco Colombo Costruzioni                                       | 13'14"39    |
| Staffetta 4×1 giro                                                                      | Gruppo Sportivo Forestale Manuela Grillo Maria Enrica Spacca Martina Giovanetti Giulia Arcioni | 1'36"55     | Gruppo Sportivo Fiamme Azzurre Vincenza Calì Daniela Reina Teresa Di Loreto Audrey Alloh | 1'39"07     | Fondiaria SAI Atletica Giulia Pennella Donata Piangerelli Ilenia Draisci Tiziana Maria Grasso | 1'39"56     |
| Concorsi                                                                                |                                                                                                |             |                                                                                          |             |                                                                                               |             |
| Salto in alto                                                                           | Antonietta Di Martino Gruppi Sportivi Fiamme Gialle                                            | 1,96 m      | Elena Meuti Thesei Virtus                                                                | 1,83 m      | Valeria Marconi Gruppo Sportivo Valsugana Trentino                                            | 1,80 m      |
| Salto con l'asta                                                                        | Anna Giordano Bruno Assindustria Sport Padova                                                  | 4,20 m      | Gloria Gazzotti Reggio Event's                                                           | 4,00 m      | Giulia Cargnelli Gruppo Sportivo Forestale                                                    | 4,00 m      |
| Salto in lungo                                                                          | Tania Vicenzino Centro Sportivo Esercito                                                       | 6,53 m      | Valeria Canella Gruppi Sportivi Fiamme Gialle                                            | 6,20 m      | Serena Amato Pro Patria Milano                                                                | 6,00 m      |
| Salto triplo                                                                            | Magdelín Martínez Assindustria Sport Padova                                                    | 14,28 m     | Sara Fabris Unione Sportiva Quercia Rovereto                                             | 13,50 m     | Silvia Cucchi Gruppo Sportivo Fiamme Oro                                                      | 13,49 m     |
| Getto del peso                                                                          | Assunta Legnante Italgest Athletic Club                                                        | 18,85 m     | Chiara Rosa Gruppo Sportivo Fiamme Azzurre                                               | 18,48 m     | Elena Carini Centro Sportivo Esercito                                                         | 16,07 m     |
| record dei campionati; record nazionale; record personale; record personale stagionale. |                                                                                                |             |                                                                                          |             |                                                                                               |             |